# Corpúsculos de Herbst
Los corpúsculos de Herbst son terminaciones nerviosas similares a los corpúsculos de Pacini, en la membrana mucosa de la lengua , aberturas del pico y en otras partes del cuerpo de las aves. Difiere del corpúsculo de Pacini en que es más pequeño, en que sus cápsulas son más próximas entre sí, y en que el cilindro axial en el espacio central vacío está recubierto con una hilera continua de núcleos.
En muchas aves limícolas, se encuentra un gran número de corpúsculos de Herbst enbebido en cavidades de la mandíbula que se cree que permiten a las aves sentir las presas bajo la arena o suelo húmedo.